# الیفاکی
الیفاکی (به لاتین: Alifakı) یک منطقهٔ مسکونی در ترکیه است که در استان مرسین واقع شده‌است.

## خصوصیات
الیفاکی ۹۷۲ نفر جمعیت دارد و ۱۰ متر بالاتر از سطح دریا واقع شده‌است.